# Марк Аквила Юлиан
Марк Аквила Юлиан (лат. Marcus Aquila Iulianus) — политический деятель эпохи ранней Римской империи.
Отца Марка звали Гай Юлий. По всей видимости, он был усыновлён Марком Аррунцием Аквилой. О карьере Юлиана известно только лишь то, что в 38 году, в правление императора Калигулы, он занимал должность ординарного консула вместе с Публием Нонием Аспренатом.